# Vista de Haarlem con campos de blanqueo

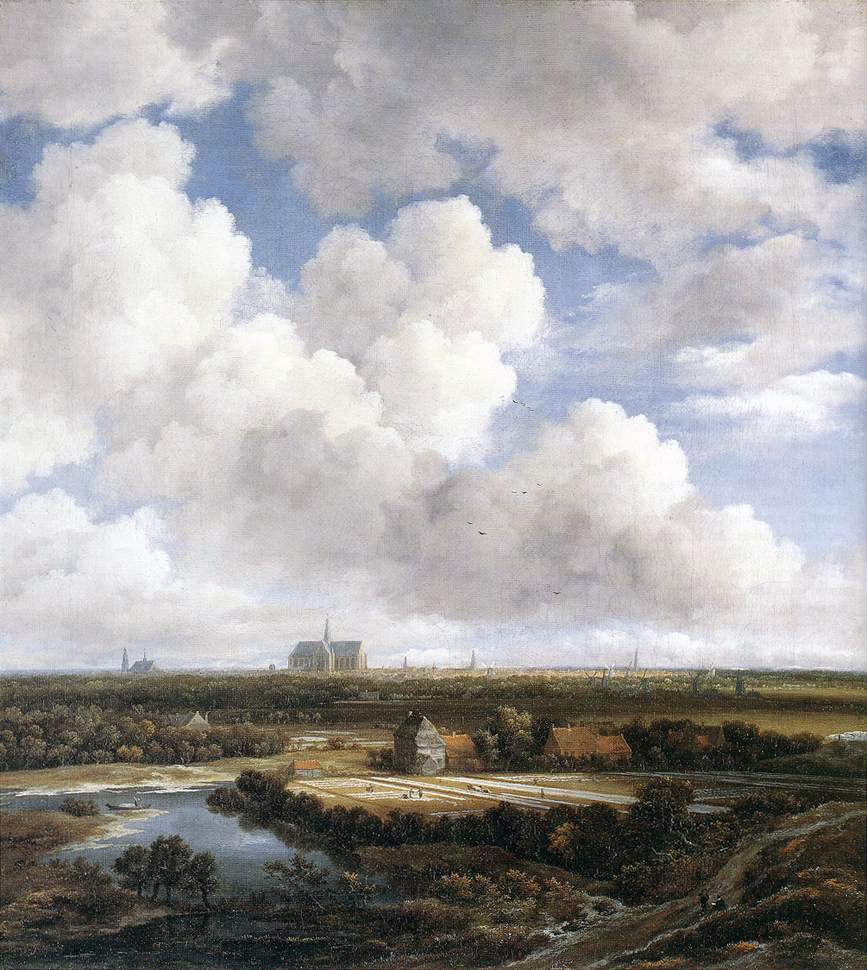
Vista de Haarlem con campos de blanqueo Jacob van Ruisdael, alrededor de 1670

Vista de Haarlem con campos de blanqueo es una pintura de Jacob Isaacksz van Ruisdael, pintada alrededor de 1670. La pintura pertenece a la Fundación Leopold Ružička desde 1949 y desde entonces se exhibe en la Kunsthaus de Zúrich. Hay varias obras de Ruisdael que describen el respetado procesado del blanqueo de los lienzos de lino, que ayudó a establecer la prosperidad de la ciudad de Haarlem en esa época.

## Interpretación de la imagen
La pintura tiene un formato de 62,2 × 55,2 cm y está ejecutada en óleo sobre lienzo. La composición de Ruisdael muestra un paisaje urbano panorámico de Haarlem con el paisaje circundante mostrando un horizonte bajo como era habitual en él. Este paisaje cubre el tercio inferior de la imagen, mientras que el cielo con una composición de abundantes nubes cubre los dos tercios superiores. Estas nubes subrayan la extensión del paisaje pretendida por el pintor y solo dejan pasar la luz del sol en algunos lugares, de modo que ciertas partes de la imagen aparecen con una luz brillante. Ruisdael tiene mucho cuidado al representar estos cúmulos. En la edad de oro de la pintura de paisaje holandesa, en Europa se produjo un enfriamiento del clima, la llamada Pequeña Edad de Hielo, que duró desde mediados del siglo XVI a mediados del siglo XIX y que fue de gran importancia para los Países Bajos debido a su vulnerable topografía. Por lo tanto, la meteorología con sus fenómenos meteorológicos es un leitmotiv de la cultura holandesa en ese momento.
En el primer plano del cuadro, el pintor representa las zonas de prados de hierba que se utilizaban para blanquear los lienzos. Estos tejidos eran productos codiciados como Telas de Holanda, Haarlem era un centro de este comercio de renombre internacional y la representación artística de Ruisdael puede verse como un símbolo de la prosperidad de la ciudad en ese momento. Sin embargo, en otras obras históricas, como la de Lodovico Guicciardini, publicada en 1612, los campos de blanqueo de Haarlem están justo fuera de las puertas de la ciudad. Ruisdael los ha colocado a una mayor distancia a favor de una silueta totalmente estilizada de la ciudad. La vista de la ciudad es desde el noroeste, es decir, desde la perspectiva elevada de las dunas del Mar del Norte cerca del pueblo de Overveen. La Iglesia de San Bavón es el edificio dominante. También se puede ver el ayuntamiento, la Bakenesser Kerk a la izquierda, la Nieuwe Kerk a la derecha y varios molinos de viento.
En el primer plano de la imagen, en la esquina inferior derecha del camino de las dunas, Ruisdael colocó a dos personas. Sentado, un artista de cuello blanco que está dibujando en una hoja de papel la vista de los operarios que blanquean las telas, y de pie frente a él una persona que hace un gesto de barrido con la mano derecha.
Sin embargo, el blanqueado también puede tener un significado simbólico mayor, ya que después de todo, Ruisdael ha representado el motivo en muchas imágenes. El historiador del arte y conocedor de Ruisdael, Wilfried Wiegand, sugirió que las telas blanqueadas por el sol en esa época le recordaban a la gente la idea de la "pureza del alma" que se debe a Dios. Para el poeta Jan Luiken (1649–1712), la tela blanqueada evocaba recuerdos de los "bienaventurados con túnicas blancas" y hace referencia a la Biblia (Apocalipsis 19:8).
El historiador del arte estadounidense y renombrado especialista en Ruisdael, Seymour Slive (1920-2014) describe la imagen con versos del poema Clouds (Nubes) del volumen de poesía Miracle Fair - Selected Poems del poeta polaco Wisława Szymborska:

...never to repeat, shapes, hues, poses and formations. Unburdened by the memory of anything they float effortlessly above the facts.
Wisława Szymborska

("...para nunca repetir, formas, matices, poses y formaciones. Sin la carga del recuerdo de nada, flotan sin esfuerzo por encima de los hechos.“)

## Procedencia y exposición
Ruisdael no fechó sus Vistas de Haarlem, pero se cree que estas pinturas pertenecen al período tardío de su obra y datan de entre 1670 y 1675. Esta obra apareció comercialmente por primera vez en 1887 en la casa de subastas de arte de Rudolph Lepke de Berlín, cuando se subastó la colección del conde Kaspar Heinrich von Sierstorpff. Heinrich Vieweg adquirió el cuadro, que a su vez fue subastado por Lepke en 1930 y entonces pasó a manos de Bruno Cassirer. En 1949 fue adquirido por un marchante de arte de Zúrich para la Fundación Leopold Ružička.
El cuadro ha sido presentado en numerosas exposiciones internacionales.
- 1886 en Düsseldorf
- 1949/50 Zúrich
- 1953 Neuchâtel y Zúrich
- 1954 Roma, Milán y Colonia 1954
- 1959 Oslo
- 1981/82 La Haya y Cambridge (Massachusetts) 1981/82
- 1987 Basilea
- 1994/95 Madrid
- 2000 Ámsterdam